# David Bruton
David Lawrence Bruton (* 3. Juli 1939 in Worcester) ist ein britisch-norwegischer Paläontologe am Naturkundemuseum der Universität Oslo. Er ist emeritierter Professor und war ab 1967 Kustos am Naturkundemuseum Oslo.

## Leben
Er beschäftigt sich mit Taxonomie und funktioneller Morphologie (zum Beispiel Einrollmechanismus oder Sehmechanismus von Trilobiten) von fossilen Arthropoden, insbesondere mit Trilobiten des Kambrium und Ordovizium der Gegend von Oslo. Er arbeitete unter anderem mit Winfried Haas zusammen (z. B. über die Paläobiologie von Phacops und Sehmechanismen von Trilobiten). Er befasst sich auch mit Geologie der Kaledoniden und Svalbards.
Bruton war auch ab Ende der 1960er Jahre (damals schon in Oslo) an der Revision der Burgess-Shale-Fauna unter Leitung von Harry Blackmore Whittington (Cambridge) beteiligt. Dazu beteiligte er sich an neuen Ausgrabungen im Burgess-Schiefer 1967 durch die Universität Cambridge und den Geological Survey of Canada.  Im Rahmen der Neubearbeitung der Burgess-Fossilien in den 1970er und 1980er Jahren unter Whittington (an der auch Simon Conway Morris, Derek Briggs und Chris Hughes beteiligt waren) veröffentlichte er 1981 eine Monographie über Sidneyia und 1983 mit Whittington über Emeraldella und Leanchoillia.
2009 wurde er korrespondierendes Mitglied der Paläontologischen Gesellschaft.

## Schriften
- Herausgeber: Aspects of the Ordovician system, Universitätsverlag Oslo 1984
- Beitrag zu Ivar Ramberg u. a. (Herausgeber) The making of a land. Geology of Norway, Trondheim 2008 (Life in the Precambrian mit J. H. Hurum)
- mit Gabrielsen, Larsen The Caledonides of the Oslo Region, Norway - stratigraphy and structural elements. Norsk Geologisk Tidsskrift, Band 90, 2010, S. 93–121
- Bruton, Bockelie, Nakrem und andere: Classical Fossil Localities in the Oslo Area, International Geological Congress, Oslo 2008, Excursion 104
- mit Lindström, A. W. Owen The Ordovician of Scandinavia, in Gee, Sturt (Herausgeber) The Caledonid Orogen, Wiley 1985